# 強化玻璃

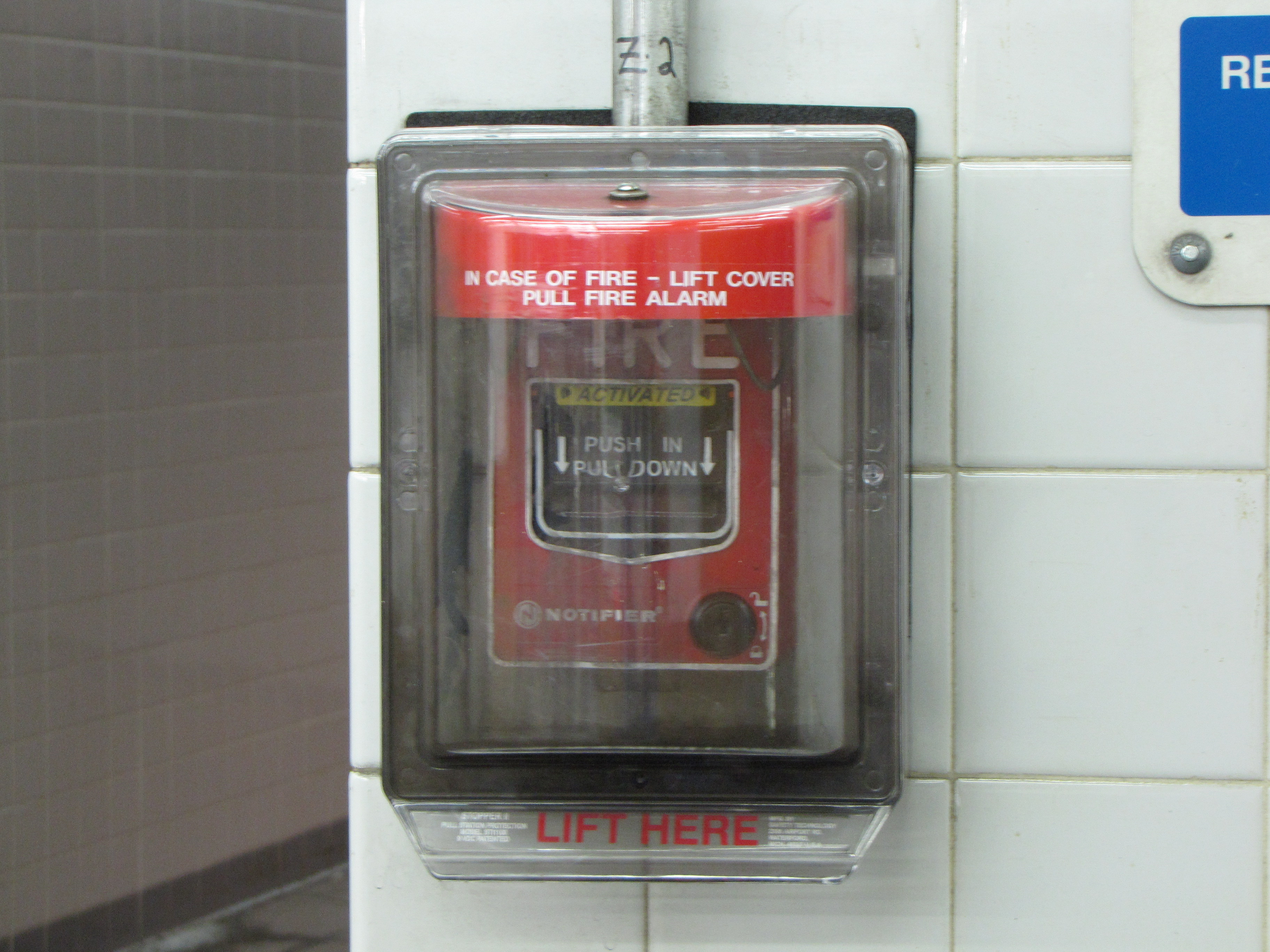
緊急開關外罩的防火強化玻璃。

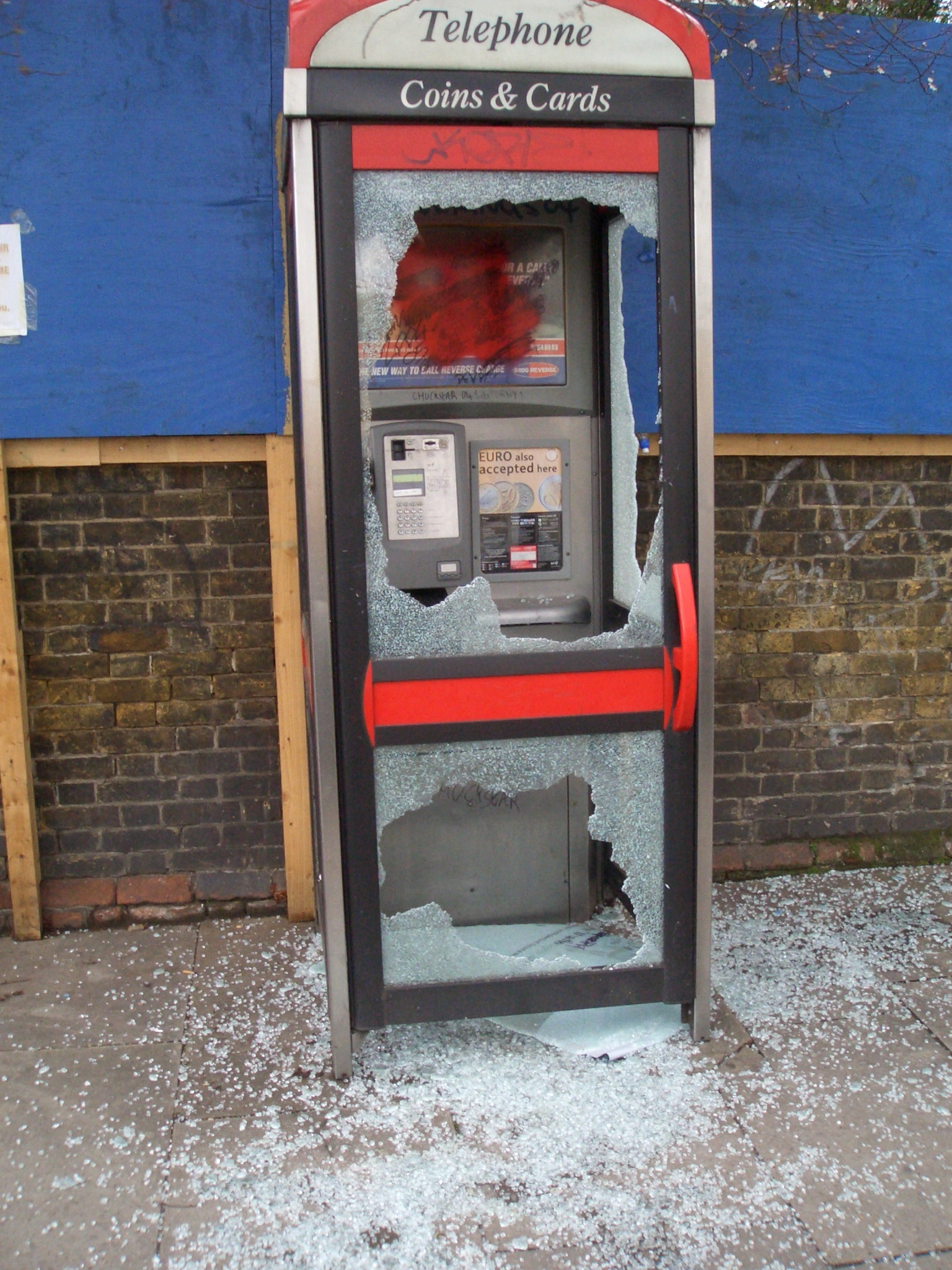
強化玻璃被擊碎後只會形成小顆粒，而不是尖銳的大塊碎片。

強化玻璃（toughened glass）又称淬火玻璃（tempered glass）、鋼化玻璃，是由退火玻璃經過熱處理而製成。一般強化玻璃比退火玻璃的強度高4至6倍。原因是玻璃表面的輕微裂痕都會被應力所緊壓，而內層可能出現裂痕的可能性亦較低。
強化玻璃除了強度較高較不易破裂的優點以外，當玻璃破裂後的性質也有安全性的優點，因為強化玻璃產生裂痕時其內部應力不再能夠達成平衡，將導致整片玻璃碎裂成許多小顆粒和非常微小的銳利碎片，僅使人體接觸後於皮膚上產生淺層割傷，相較未強化的玻璃碎裂後產生大塊片狀碎片可能造成大範圍割傷或是刺入人體深處而言，安全許多。
但此優點同時也是強化玻璃之缺點。由於玻璃內的應力需要平衡，所以如果強化玻璃上出現任何損壞或裂痕，整塊玻璃就會碎成指甲大小的碎片，所以对玻璃的切割及打磨处理需在強化工序前進行。另外與退火玻璃相比，強化玻璃的硬度較低，較容易被刮花。
钢化玻璃在一定条件下（如温度骤降）可能会发生自爆，自爆的原因是作为原料的退火玻璃中掺杂的硫化镍杂质发生相变，也有文献指出是单质硅导致的自爆。

## 歷史起源
17世紀，英國鲁伯特王子把熔解的玻璃液滴進水內造成玻璃珠。這種淚滴形的玻璃非常堅硬，就算以槌敲打也不會破碎。但是只要把玻璃滴尾部弄破，它便會突然爆碎成粉末。當時還帶到王宮內，用來戲弄人，稱為鲁伯特水滴。

## 製作
退火玻璃先被切割成所需大小，打磨好邊緣或鑽好洞，然後進行強化處理。玻璃被放在滾筒桌上，推入超過攝氏620度的焗爐，這回火溫度可讓玻璃變軟，然後以空氣迅速冷卻。玻璃表面被冷卻至退火溫度以下，快速硬化及收縮；而玻璃內部則在短時間內仍作流動。當玻璃內部收縮，會在表面造成壓應力，玻璃內部則成張應力。

## 用途
強化玻璃在建築上的用途甚多，很多無框組件如汽车，火车等列车的车門玻璃及玻璃幕牆等都經常使用強化玻璃；需要負重的玻璃亦會採用強化玻璃，另外大部分
汽車為減低意外時造成的傷害，亦會使用此玻璃。
強化玻璃碎裂時形成的碎片細小及呈圓型，令人受傷的機會較少。故此被視為安全玻璃之一。但是強化玻璃在受到撞擊時都會有可能出現突然爆裂，所以強化玻璃不適用於某些場合下使用。